# 方特堡 (亞馬遜州)
02°30′50″S 66°05′30″W / 2.51389°S 66.09167°W
方特堡（葡萄牙語：Fonte Boa）是巴西的城鎮，位於該國北部，由亞馬遜州負責管轄，始建於1938年3月31日，面積12,111平方公里，海拔高度50米，2014年人口21,295，人口密度每平方公里1.76人。